# Напади на Велику
Напади на Велику били су низ напада изазваних Берлинским конгресом 1878.које су извршиле албанске побуњеничке групе.

## Позадина
Према одлукама Берлинског конгреса, територије Плава и Гусиња (тада дио Скадарског вилајета Османског царства), припојене су Књажевини Црној Гори. Међутим, Османлије нијесу пружиле потребне услове Црној Гори да преузме контролу над овим подручијем. Званично, поштовали су одлуке донешене на Конгресу, али су у стварности подржавали и наоружавали Призренску лигу како би омогућили локалном становништву да пружи отпор црногорској војсци, с циљем задржавања контроле над подручијем.
Из Скадра је слато наоружање и муниција локалном муслиманском становништву Гусиња.

## Увод у сукоб
До октобра 1879. године, црногорске снаге су имале могућност да умарширају у Гусиње без наилажења на отпор. Када је Црна Гора спремала војску за овакав подухват, Османлије су интервенисале са Великим силама како би их зауставили, под изговором избјегавања могућих сукоба. Османски војни официр Ахмед Мухтар Паша је дошао у Призрен у новембру 1879. године, са својих 15 батаљона. Османлије су обавјестиле Црну Гору да ће ове снаге бити једино искориштене како би омогућиле мирну предају Плава и Гусиња Црној Гори, која је вођена овим информацијама отпустила дио својих снага. У међувремену, око 15 000 албанских побуњеника се окупило у Гусињу. Амбасадор Уједињеног Краљевства у Константинопољу, Остин Хенри Лерд, обавјестио је своју владу да Висока порта није учинила ништа да заустави окупљање оружаних банди у подручију Гусиња, те да ће Порта бити одговорна за будуће посљедице.
Књижевник Милован Ђилас тврдио је да су сјеверна албанска племена имала територијалне претензије због плодних пољана и равница дуж ријеке Лим у Плаву и Гусињу. Након Берлинског конгреса, њихов циљ је био да дођу у подручије прије него што званичне институције Црне Горе успоставе потпуну контролу над њим.